# داوود کشاورزیان
داوود کشاورزیان (زادۀ ۱۳۳۵ بهشهر) سیاستمدار ایرانی است که پیش‌تر استاندار مازندران بوده‌است. وی از سال ۱۳۹۲ معاون وزیر راه و شهرسازی و رئیس سازمان راهداری و حمل و نقل جاده‌ای بود که در ۸ اسفند ۱۳۹۶ در پی ادغام معاونت راهداری ادارات کل راه و شهرسازی استان‌ها با ادارات استانی سازمان راهداری و حمل و نقل جاده‌ای، عبدالهاشم حسن‌نیا جایگزین وی گردید. وی همچنین مدیرعامل هواپیمایی جمهوری اسلامی ایران هما بوده‌است.

## سوابق
- معاون وزیر راه و شهرسازی
- مدیر عامل شرکت عمران شهرهای جدید وزارت مسکن و شهرسازی از سال ۱۳۷۲ تا ۱۳۷۶
- رئیس سازمان راهداری و حمل و نقل جاده‌ای کشور
- مدیر عامل شرکت هواپیمایی جمهوری اسلامی ایران ـ هما از بهمن ۱۳۷۹ تا مهر ۱۳۸۴
- استانداری مازندران در دولت اول هاشمی رفسنجانی
- مدیر عامل شرکت معادن زغال سنگ کرمان
- معاونت معدنی شرکت ملی فولاد ایران
- مدیر عامل شرکت سیمان نائین[۱]